# Cuvier-Insel
Die Cuvier-Insel (französisch Île Cuvier) ist eine 165 m lange Felseninsel vor der Küste des ostantarktischen Adélielands. Sie liegt 310 m nördlich des westlichen Teils der Pétrel-Insel im Géologie-Archipel.
Französische Wissenschaftler kartierten sie 1951 im Verlauf einer von 1949 bis 1951 dauernden Forschungsreise und benannten sie nach dem französischen Naturforscher Georges Cuvier (1769–1832).